# 露水河站
露水河站，位于中华人民共和国吉林省白山市抚松县露水河镇，是浑白铁路上的火车站，建于1968年，由沈阳铁路局管辖。

## 歷史
- 建于1968年。

## 业务办理
客运业务办理旅客乘降，行李，包裹托运。货运业务办理整车，零担货物发到。